# Calligrapha serpentina
Calligrapha serpentina är en skalbaggsart som först beskrevs av Rogers 1856.  Calligrapha serpentina ingår i släktet Calligrapha och familjen bladbaggar. Inga underarter finns listade i Catalogue of Life.